# Vesicularia caloosiensis
Vesicularia caloosiensis là một loài Rêu trong họ Hypnaceae. Loài này được (Austin) H.A. Crum miêu tả khoa học đầu tiên năm 1971.